# كيمياء كونية

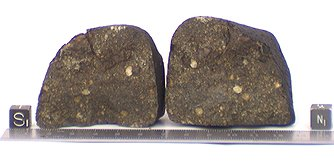
غالبا ما تدرس النيازك كجزء من الكيمياء الكونية.

علم الكيمياء الكونية (بالإنجليزية: chemical cosmology)‏ هو دراسة التركيب الكيميائي للمادة في الكون والعمليات التي أدت إلى تلك التراكيب. وتغطي دراسة علم الكيمياء الكونية العناصر والمركبات الكيميائية والفلزات ومجمل العمليات الكيميائية لا سيما تلك التي تؤدي إلى تشكل الأجسام الكونية المختلفة باستثناء الأرض.
ويتم ذلك في المقام الأول من خلال دراسة التركيب الكيميائي للنيازك والعينات المادية الأخرى.وبالنظر إلى أصل الأجسام النيزكية التي تكونت من بعض المواد الصلبة الأولية وتكثفت من السديم الشمسي في وقت مبكر، الكيمياء الكونية بشكل عام، ولكن ليس حصرا، معنية بالأجسام الموجودة في النظام الشمسي.

## تاريخ
في عام 1938، قام الباحث المعدني السويسري فيكتور غولدشميت وزملاؤه بتجميع قائمة بما أسموه «الوفرة الكونية» استنادا إلى تحليلهم للعينات الأرضية والنيزكية. وبرر غولدشميت إدراج بيانات تكوين النيازك في جدولة من خلال الادعاء بأن الصخور الأرضية تعرضت لكمية كبيرة من التغير الكيميائي بسبب العمليات المتأصلة في الأرض والغلاف الجوي . وهذا يعني أن دراسة الصخور الأرضية حصريا لن تعطي صورة شاملة ودقيقة عن التركيب الكيميائي للكون. لذلك، خلص غولدشميت إلى أنه يجب تضمين المواد خارج كوكب الأرض لإنتاج بيانات أكثر دقة وقوة. ويعتبر هذا البحث هو أساس الكيمياء الكونية الحديثة.
خلال الخمسينات والستينات، أصبحت الكيمياء الكونية أكثر قبولا كعلم. الكيميائي الأمريكي هارولد يوري، يعتبر على نطاق واسع أحد آباء الكيمياء الكونية، حيث شارك في الأبحاث التي أدت في النهاية إلى فهم أصل العناصر والوفرة الكيميائية للنجوم. في عام 1956، نشر أوري وزميله، الباحث الألماني هانز سويس، الجدول الأول للوفرة الكونية ليشمل النظائر المستندة إلى تحليل النيزك.
إن التحسن المتواصل للأدوات التحليلية خلال الستينيات، وخاصة قياس الطيف الكتلي، سمح لعلماء الكيمياء الكونية بإجراء تحليلات مفصلة لوفرة نظائر العناصر داخل النيازك . في عام 1960، حدد جون رينولدز، من خلال تحليل النويدات قصيرة العمر داخل النيازك، أن عناصر النظام الشمسي تشكلت قبل النظام الشمسي نفسه  الذي نتج عنة في وضع جدول زمني لعمليات النظام الشمسي المبكر.

## الحجر النيزكي
النيازك هي واحدة من أهم الأدوات التي تسمح لعلماء الكيمياء الكونية بدراسة الطبيعة الكيميائية للنظام الشمسي. العديد من النيازك تأتي من مواد قديمة قدم النظام الشمسي نفسه، وبالتالي تزويد العلماء بسجل عن السديم الشمسي المبكر. الكوندريتات الكربونية قديمة وبدائية أي أنها تحتفظ بالكثير من خصائصها الكيميائية منذ تشكيلها قبل 4.56 مليار سنة وبالتالي فهي محور التركيز الرئيسي للبحوث الكونية الكيميائية.
تشير النتائج التي توصلت إليها وكالة ناسا مؤخرا، استنادا إلى دراسات نيازك موجودة على الأرض، إلى أن مكونات الحمض الريبوزي النووي المنزوع الأوكسجين والحمض النووي الريبوزي (أدينين، غوانين والجزيئات العضوية ذات الصلة)،هي لبنات البناء للحياة كما نعرفها، ويمكن أن تتتشكل في الفضاء الخارجي.

## التصنيف
تصنف الكيمياء الكونية في زمرة متوسطة تقع بين علم الكيمياء التقليدي وعلم الكيمياء الجيولوجية و لهذا التصنيف ما يبرره فالكيمياء الكونية تعتمد على الكثير من وسائل الكيمياء الجيولوجية وينطبق ذلك بشكل مباشر على العينات التي تجلب من الفضاء بقصد فحصها في المخابر الأرضية.

## المذنبات
بعد عشر سنوات من إطلاقها هبطت مركبة الفضاء الروسية الأوروبية فيلا في 30 يوليو 2015 على سطح المذنب comet 67/P، وكشفت القياسات التي قامت بها أجهزة المركبة عن وجود 16 مركباً عضوياً في بيئة هذا المذنب منها أربع مركبات تكتشف لأول مرة في مذنب وهي:
- الأسيتاميد acetamide
- الأسيتون acetone
- إيزوسيانات الميثيل methyl isocyanate
- البروبينو ألدهيد propionaldehyde

تمكنت هذه المركبة الفضائية من الوصول للنتائج السابقة بواسطة عدد من الأجهزة المتطورة فيها وهي: محلل غازات متطورة من نوع PTOLEMY استخدم للحصول على النسبة الدقيقة للنظائر المشعة في العناصر الخفيفة المتوفرة، مطياف كتلة من نوع COSAC يقوم بتحليل مكونات العينات المأخوذة من سطح المذنب والمواد المتطايرة منه ويساعد في استكشاف الجزيئات العضوية المُعقدة فيها.

## أبحاث
في عام 2004 اكتشف العلماء من خلال القياسات الطيفية عن وجود كل من الأنثراسين anthracene والبيرين pyrene في ضوء الأشعة فوق البنفسجية المنبعثة من سديم المستطيل الأحمر Red Rectangle nebula وكانت هذه المرة الأولى والأخيرة التي يتم العثور فيها على جزيئات معقدة في الفضاء الخارجي ، وكان هذا الاكتشاف بمثابة تأكيد لفرضية أن السُدم الأخرى من نفس نوع المستطيل الأحمر والتي تقترب من نهاية حياتها تملك تيارات حرارية في قلبها تسبب دمج الكربون والهدروجين وإشعاع المركبات الناتجة إلى الخارج مع الرياح النجمية  وعندما تبرد هذه الذرات من المفترض أنها ترتبط ببعضها البعض بطرق مختلفة وتشكل في نهاية المطاف جزيئات تتكون من مليون ذرة أو ربما أكثر وبناءً عليه استنتج العلماء أنَّ الهيدروكربونات العطرية متعددة الحلقات (PAHs) والتي ربما كانت حيوية في تكوين النشأة على الأرض، ربما تكون قد نشأت أو أنها بالضرورة قد نشأت في سديم ما.
في أغسطس من العام 2009 اكتشف علماء ناسا واحدة من لبنات البناء الكيميائية الأساسية للحياة وهي الحمض الأميني (غلايسين) في مذنب وذلك لأول مرة في التاريخ ، وفي عام 2010 تم اكتشاف مركبات الفوليرين الكربونية (كرات البوكي) في سدم نجمية، ويعتقد أنَّ هذه المركبات متورطة في نشوء الحياة على الأرض كما يقول عالم الفلك ليتيزيا ستانغيليني: «من المحتمل أن كرات البوكي القادمة من الفضاء الخارجي هي التي قدمت بذور الحياة للأرض» ، وفي آب أغسطس من العام 2011 أشارت النتائج التي توصلت إليها وكالة الفضاء الأمريكية ناسا بناءً على دراسات القطع النيزكية الموجودة على الأرض إلى أن مكونات الحمض النووي الريبي (DNA) والأدينين والغوانين والجزيئات العضوية الأخرى ذات الصلة الضرورية لبناء الحياة كما نعرفها ربما تكون قد تشكلت خارج الأرض في الفضاء الخارجي.
في أكتوبر من العام 2011 أعلن علماء عن اكتشافهم لمواد عضوية معقدة ضمن الغبار الكوني والتي يمكن أن تنشأ بشكل طبيعي وسريع بواسطة النجوم، وفي 29 أغسطس 2012 اكتشف علماء الفلك في جامعة كوبنهاغن عن اكتشاف جزيء سكري هو الغليكول ألدهيد في نظام نجمي يقع على بعد 400 سنة ضوئية من الأرض ، يدخل غليكول ألديهيد في تركيب الحمض الريبي النووي وفي مركبات عضوية أخرى هامة، ويوضح هذا الاكتشاف إلى أن الجزيئات العضوية المعقدة قد تتشكل في النظم النجمية قبل تكوين الكواكب ويمكن أن تصل في النهاية إلى كواكب صغيرة في وقت مبكر من تكوين هذه الكواكب.
وفي اكتشافٍ مشابه أعلن علماء من ناسا في سبتمبر 2011 على أن الهيدروكربونات العطرية متعددة الحلقات (PAHs) المُعرضة للظروف السائدة في النجوم تتحول من خلال عمليات الهدرجة والأكسدة إلى مركبات عضوية أكثر تعقيداً وهي خطوة على طريق التحول نحو الأحماض الأمينية والنيوكليوتيدات والمواد الخام المُشكلة للبروتينات والحمض النووي [23] [24]، بالإضافة لذلك ونتيجة لهذه التحولات تفقد الهيدروكربونات العطرية متعددة الحلقات (PAHs) توافقها الطيفي الذي يمكن أن يكون أحد الأسباب لعدم اكتشافها في حبيبات الجليد بين النجوم.
وفي عام 2013 أكدت مجموعة باحثين من مشروع Atacama Large Millimeter Array أنَّهم اكتشفوا زوجاً مهماً من الجزيئات الكيميائية ما قبل الحيوية في المواد الجليدية الموجودة في الفضاء ما بين النجوم، هذه المواد الكيميائية التي عثر عليها في سحابة عملاقة من الغاز على بعد حوالي 25000 سنة ضوئية من الأرض قد تكون عنصر ما قبل حيوي لمكون رئيسي من الحمض النووي والذي قد يكون بدوره عنصراً لتكوين حمض أميني مهم، يُسمى الجزيء المُكتشف السيانوميثانيمين الذي يُنتج الأدينين والذي هو أحد القواعد النووية الأربعة التي تُشكل بنية الحمض النووي، ويعتقد أن الجزيء الآخر المُسمى الإيثانامين يلعب دوراً في تكوين الألانين وهو أحد الأحماض الأمينية العشرين التي تساهم في تكوين الشفرة الوراثية، اعتقد العلماء في السابق أن هذه التفاعلات الكيميائية حدثت في الغاز المُخلل بين النجوم، ولكنَّ الاكتشافات الجديدة تُشير إلى أن تسلسل التكوين الكيميائي لهذه الجزيئات لم يحدث في الغاز بل على أسطح حبيبات الجليد الموجودة في الفضاء ما بين النجوم ، وصرح عالم ناسا ألما أنتوني ريميجان بأن العثور على هذه الجزيئات في سحابة غاز بين النجوم يعني أن لبنات البناء الضرورية للحمض النووي والأحماض الأمينية الأخرى يمكنها أن تنتقل للكواكب المُتشكلة حديثاً باستخدام السلائف الكيميائية للحياة.
ذكرت وكالة ناسا في يناير 2014 أنَّ الدراسات الحالية والمستقبلية التي تُجرى على كوكب المريخ ستبحث عن أدلة على وجود حياة قديمة في عدة أماكن من الكوكب الأحمر، بما في ذلك المحيط الحيوي القائم على الكائنات الحية الدقيقة ذاتية التغذية أو المواد العضوية الكيميائية وكذلك المياه القديمة التي قد تكون وفرَّت بيئة مناسبة للحياة يوماً ما ، واليوم أصبح البحث عن أدلة على القابلية للحياة في الحفريات والمستحاثات الموجودة أو حتى الكربون العضوي على كوكب المريخ أحد الأهداف الرئيسية لوكالة ناسا 
، وفي فبراير من عام 2014 أعلنت ناسا عن قاعدة بيانات وبرمجيات متطورة بشكل كبير لتتبع الهيدروكربونات العطرية متعددة الحلقات (PAHs) في الكون، وفقاً للعلماء قد يرتبط أكثر من 20٪ من الكربون في الكون بهذه الهيدروكربونات العطرية متعددة الحلقات والتي هي مواد أساسية محتملة لتشكيل الحياة، يبدو أنَّ الهيدروكربونات العطرية قد تشكلت بعد وقت قصير من الانفجار الكبير وهي منتشرة على نطاق واسع في جميع أنحاء الكون وترتبط بنجوم جديدة وكواكب عديدة خارج المجموعة الشمسية.
تعتمد كلُّ الاكتشافات السابقة على استخدام التيلسكوبات المطيافية لقياس امتصاص الضوء من الذرات والجزيئات المتوزعة في أماكن مختلفة، وبمقارنة الرصد الفلكية مع التجارب المخبرية يُمكن للعلماء معرفة التركيب الكيميائي للجزيئات المدروسة وحرارة الأجرام السماوية والوسط بين النجمي، ويمكن ذلك بسبب أنَّ كلاًّ الذرات والجزيئات تملك أطيافاً مختلفة تُسمى بصمة طيفية، ومن خلال انكسار الضوء الصادر عن أي كوكب أو جسم ما إلى الألوان المكوّنة له يتكون ما يُسمى الطيف، تمتص مواد مختلفة الضوء بأطوال موجيّة مختلفة، وحين يُوجّه الضوء على هذه المواد تظهر خطوط الامتصاص، وكل عنصر أو جسم يملك شكلاً طيفياً خاصاً وبتحليل طيف الجسم يُمكن للعلماء أن يحددوا ممّا يتركّب.

## اقرأ أيضاً
- كيمياء فلكية
- تخليق العناصر
- اندماج نووي
- أبراج التخليق
- علم كواكب خارج المجموعة الشمسية